# Ticket to the Moon: The Very Best of Electric Light Orchestra Volume 2
Ticket to the Moon: The Very Best of Electric Light Orchestra Volume 2 je kompilacijski album rock skupine Electric Light Orchestra, ki je izšel leta 2007 in je spremljevalec predhodnje kompilacije All Over the World: The Very Best of Electric Light Orchestra. Album vsebuje večino najboljših skladb z albumov skupine.

## Seznam skladb
Vse pesmi je napisal in uglasbil Jeff Lynne.
| Št.             | Naslov                              | Z albuma                                             | Dolžina |
| --------------- | ----------------------------------- | ---------------------------------------------------- | ------- |
| 1.              | „Twilight‟                          | Time, 1981                                           | 3:43    |
| 2.              | „Do Ya‟                             | A New World Record, 1976                             | 3:45    |
| 3.              | „Can't Get It Out of My Head‟       | Eldorado, 1974                                       | 4:22    |
| 4.              | „Latitude 88 North‟                 | Izdaja ob 30. obletnici albuma Out of the Blue, 1977 | 3:23    |
| 5.              | „It's Over‟                         | Out of the Blue                                      | 4:09    |
| 6.              | „Ticket to the Moon‟                | Time                                                 | 4:07    |
| 7.              | „Heaven Only Knows‟                 | Balance of Power, 1986                               | 2:55    |
| 8.              | „Starlight‟                         | Out of the Blue                                      | 4:31    |
| 9.              | „Four Little Diamonds‟              | Secret Messages, 1983                                | 4:05    |
| 10.             | „Secret Messages‟                   | Secret Messages                                      | 4:43    |
| 11.             | „Eldorado‟                          | Eldorado                                             | 5:18    |
| 12.             | „So Serious‟                        | Balance of Power                                     | 2:42    |
| 13.             | „Last Train to London‟              | Discovery, 1979                                      | 4:30    |
| 14.             | „In My Own Time‟                    | Zoom, 2001                                           | 3:03    |
| 15.             | „Destination Unknown‟               | B-stran singla "Calling America", 1986               | 4:10    |
| 16.             | „The Way Life's Meant to Be‟        | Time                                                 | 4:39    |
| 17.             | „One Summer Dream‟ (single verzija) | Face the Music, 1975                                 | 5:21    |
| 18.             | „Calling America‟                   | Balance of Power                                     | 3:28    |
| 19.             | „Moment in Paradise‟                | Zoom                                                 | 3:34    |
| 20.             | „Surrender‟                         | Izdaja ob 30. obletnici albuma A New World Record    | 2:33    |
| Skupna dolžina: | Skupna dolžina:                     | Skupna dolžina:                                      | 1:19:22 |

## Glasbeniki
- Jeff Lynne – vokal, kitare, klaviature, bas
- Bev Bevan – bobni, tolkala
- Richard Tandy – klaviature, kitara
- Kelly Groucutt – bas, vokal
- Mik Kaminski – violina
- Hugh McDowell – čelo
- Melvyn Gale – čelo
- Mike Edwards – čelo
- Mike de Albuquerque – bas, spremljevalni vokali